# Кутище (Житомирський район)
Кути́ще (раніше — Кустище) — село в Україні, у Житомирському районі Житомирської області. Входить до складу Любарської селищної громади. Населення становить 290 осіб.

## Історія
У 1906 році — Кустище, село Любарської волості Новоград-Волинського повіту Волинської губернії. Відстань від повітового міста 93 верст, від волості 8. Мешканців 614.
У 1923—24 та 1928—54 роках — адміністративний центр Кутищенської сільської ради Любарського району.

## Населення

### Мова
Розподіл населення за рідною мовою за даними перепису 2001 року:
| Мова       | Кількість | Відсоток |
| ---------- | --------- | -------- |
| українська | 287       | 98.97%   |
| російська  | 3         | 1.03%    |
| Усього     | 290       | 100%     |

## Відомі люди
- Петрик Андрій Іванович (1919—1990) — український художник.